# 16.ª División (Ejército Popular de la República)
La 16.ª División fue una de las Divisiones del Ejército Popular de la República que se organizaron durante la guerra civil española sobre la base de las Brigadas Mixtas. Tuvo una participación destacada en la batalla del Ebro.

## Historial
La división fue creada el 13 de marzo de 1937, formada por las brigadas mixtas 23.ª, 66.ª y 77.ª; su primer comandante fue el comandante de infantería Ernesto Güemes Ramos. Inicialmente asignada al IV Cuerpo de Ejército, a partir de mayo de 1937 pasó a formar parte del III Cuerpo de Ejército, en el frente de Madrid. Durante varios meses la división permaneció acantonada en el frente del Centro, limitándose a labores de guarnición y sin intervenir en operaciones militares de relevancia.
En la primavera de 1938, cuando se produjo la ofensiva franquista en el Frente de Aragón, la división fue enviada para intentar reforzar las defensas republicanas. Mientras que su 24.ª Brigada Mixta tomó parte en la defensa de Lérida —en apoyo de la 46.ª División—, la 23.ª Brigada Mixta participaría meses después en la ofensiva de Balaguer.
Batalla del Ebro
Posteriormente la división sería asignada al XII Cuerpo de Ejército, de cara a la ofensiva del Ebro. El anarquista Manuel Mora asumió el mando de la unidad. El 28 de julio la 16.ª División cruzó el río, dirigiéndose hacia la zona de Gandesa en apoyo de las unidades republicanas que ya estaban allí desplegadas. La división quedaría posteriormente situada en el sector centro de la bolsa republicana, a las órdenes del mayor Pedro Mateo Merino. Junto a la 35.ª División y efectivos de la 46.ª División —reforzados con fuerzas blindadas— participó en los asaltos republicanos contra Gandesa, que se saldaron con un fracaso. A comienzos de agosto fue asignada al XV Cuerpo de Ejército de Manuel Tagüeña. El 22 de agosto un ataque franquista contra las posiciones de la 16.ª División cerca del vértice «Gaeta» provocó su desbandada, incluido el comandante de la unidad, que fue fulminantemente destituido. Paradójicamente, un día antes el mayor de milicias Mora había firmado una orden que decía: «Cualquiera quien sea que abandonara su puesto, padecerá y le será aplicado el justo castigo a que son acreedores, en cuya aplicación este Mando será inflexible».
Frente del Segre
Posteriormente la división regresó a la retaguardia. En el mes de noviembre participó en la fallida ofensiva de Serós junto a efectivos de la 34.ª División. Al comienzo de la campaña de Cataluña la división tuvo un mal desempeño, cediendo sus posiciones en el sector del Segre. Según Jorge Martínez Reverte, en aquellos momentos la unidad se encontraba muy desmoralizada. Durante el resto de la batalla de Cataluña la 16.ª División tuvo un papel irrelevante.

## Mandos
Comandantes
- comandante de infantería Ernesto Güemes Ramos;
- comandante de infantería Domingo Benages Sacristán;[14]
- comandante de carabineros Manuel Fresno Urzáiz;[15]
- mayor de milicias Manuel Mora Torres;
- comandante de infantería Sebastián Zamora Medina;[16]

Comisarios
- Ernesto Antuña García, del PSOE;[17]

Jefes de Estado Mayor
- capitán de carabineros Manuel Pérez Cabello;

## Orden de batalla
| Fecha               | Cuerpo de Ejército adscrito | Brigadas Mixtas integradas              | Frente de batalla |
| ------------------- | --------------------------- | --------------------------------------- | ----------------- |
| Mayo-junio de 1937  | III Cuerpo de Ejército      | 23.ª, 66.ª y 77.ª                       | Centro            |
| Diciembre de 1937   | III Cuerpo de Ejército      | 23.ª, 66.ª, 77.ª y 1.ª Brig. caballería | Centro            |
| Junio-julio de 1938 | XII Cuerpo de Ejército      | 23.ª, 24.ª y 149.ª                      | Reserva           |
| Agosto de 1938      | XV Cuerpo de Ejército       | 23.ª, 24.ª y 149.ª                      | Ebro              |